# Saint-Sauveur, Gironde
Saint-Sauveur är en kommun i departementet Gironde i regionen Nouvelle-Aquitaine i sydvästra Frankrike. Kommunen ligger i kantonen Pauillac som tillhör arrondissementet Lesparre-Médoc. År 2022 hade Saint-Sauveur 1 262 invånare.

## Befolkningsutveckling
Antalet invånare i kommunen Saint-Sauveur
Referens:INSEE